# Dolec Podokićki
 Dolec Podokićki  falu Horvátországban Zágráb megyében. Közigazgatásilag Szamoborhoz tartozik.

## Fekvése
Zágrábtól 21 km-re délnyugatra, községközpontjától 7 km-re délkeletre a Zsumberk-Szamobori-hegység lábánál, Okics vára alatt fekszik.

## Története
1857-ben 36, 1910-ben 62 lakosa volt. Trianon előtt Zágráb vármegye Szamobori járásához tartozott. 2011-ben 83 lakosa volt.

## Lakosság
| Lakosság változása | Lakosság változása | Lakosság változása | Lakosság változása | Lakosság változása | Lakosság változása | Lakosság változása | Lakosság változása | Lakosság változása | Lakosság változása | Lakosság változása | Lakosság változása | Lakosság változása | Lakosság változása | Lakosság változása | Lakosság változása |
| ------------------ | ------------------ | ------------------ | ------------------ | ------------------ | ------------------ | ------------------ | ------------------ | ------------------ | ------------------ | ------------------ | ------------------ | ------------------ | ------------------ | ------------------ | ------------------ |
| 1857               | 1869               | 1880               | 1890               | 1900               | 1910               | 1921               | 1931               | 1948               | 1953               | 1961               | 1971               | 1981               | 1991               | 2001               | 2011               |
| 36                 | 49                 | 65                 | 70                 | 73                 | 62                 | 77                 | 86                 | 103                | 111                | 106                | 86                 | 105                | 77                 | 78                 | 83                 |

## Külső hivatkozások
- Szamobor hivatalos oldala
- Szamobor város turisztikai egyesületének honlapja